# Afganistanski nogometni savez
Afganistanski nogometni savez (perz. فدراسیون فوتبال افغانستان) je krovna nogometna organizacija u Afganistanu. Kontrolira afganistansku nogometnu reprezentaciju. Savez je osnovan 1922. godine. Član FIFA-e je od 1948., a Azijske nogometne konfederacije od 1954. godine.
Nakon pada talibanske vlade postaje aktivniji.

## Vanjske poveznice
- Afganistan na fifa.com  Arhivirana inačica izvorne stranice od 3. srpnja 2011. (Wayback Machine)